# 시링크스

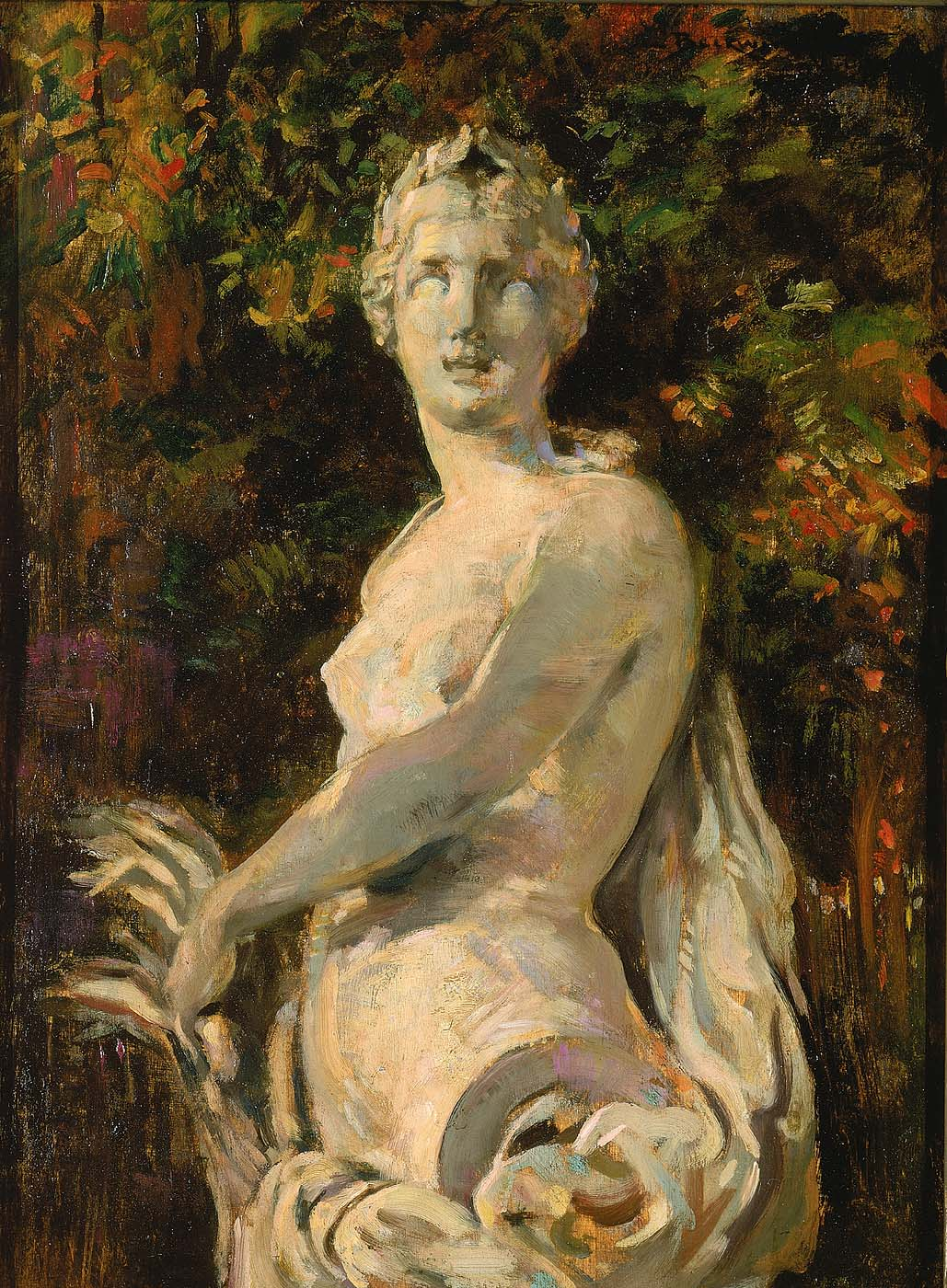

시링크스(그리스어: Συριγξ)는 그리스 신화에 나오는 님프이다. 그녀에게 반한 판에게 쫓겨 도망치다가 라돈 강에 이르러 강의 님프들에게 요청해 갈대로 변했다. 판은 그 갈대를 잘라 팬파이프를 만들었다.